# سپ هربرگر
سپ هربرگر (به آلمانی: Sepp Herberger) (زاده ۲۲ مارس ۱۸۹۷ در مانهایم، آلمان؛ درگذشته به ۲۸ آوریل ۱۹۷۷، آلمان) یک بازیکن فوتبال و مربی آلمانی بود. نخستین قهرمانی آلمان در جام جهانی که به «معجزه برن» شهرت یافت بدون شک مرهون «جوزف هربرگر» است، مردی که با موفقیت‌های خود حدود رایج مربیگری فوتبال را از بین برد. او همچنین عنوان بنیان‌گذار فوتبال آلمان جدید پس از جنگ جهانی دوم را به خود اختصاص داد. بسیاری از اصطلاحات متد اول فوتبال به وسیله او ابداع شده‌است که از آن میان می‌توان به «توپ گرد است» «حریف بعدی همیشه سخت‌ترین است»، «بازی ۹۰ دقیقه است» و «بعد از یک بازی همیشه قبل از یک بازی دیگر است» اشاره کرد. مدت مربی‌گری او در تیم ملی آلمان ۳۲ سال بوده‌است که پنج سال از الکس فرگوسن در منچستر یونایتد بیشتر است.

## دوران کودکی تا جوانی
سپ هربرگر در محیط نسبتاً ساده، تقریباً روستایی بزرگ شد سپ در سال ۱۹۱۱ از مدرسه فارغ‌التحصیل شد و پس از آن به عنوان یک کارگر در سایت‌های ساخت و ساز و در کارخانه‌های صنعتی برای امرار معاش خود و مادر و خواهر به همراه برادر بزرگتر شروع به کار کرد در ماه مارس سال ۱۹۱۶، مدت کوتاهی قبل از ۱۹ سالگی به ارتش ملحق شد و پس از کسب آموزش‌های پایه نظامی در هامبورگ به هنگ شماره ۱۱۰ مانهایم منتقل شد. او برای اولین بار در آوریل ۱۹۱۷ در خط مقدم جنگ بود، در جنگ، او اظهار داشت که هرگز به‌طور مستقیم درگیر نشد و از صدمات جنگ در امان ماند، در ۴ ژانویه سال ۱۹۱۹ سپ به خانه برگشت.

## دوران باشگاهی و ملی
از همان کودکی علاقه وافر خود را به فوتبال نشان داد در سال‌های ۱۹۱۴ تا ۱۹۳۰ برای تیم‌های والدهوف، vfr مانهایم و بوروسیا برلین بازی کرد. در طول ۳ سال عضویت در تیم ملی آلمان، فقط ۳ بازی انجام داد و در این ۳ بازی ۲ گل به ثمر رساند. ۳۰ساله بود که برای دریافت دیپلم مربیگری در دانشگاه تربیت بدنی برلین شروع به تحصیل دانش کرد. او سپس چهار سال به عنوان مربی ارشد در انجمن ورزشی آلمان غربی در دویسبورگ فعالیت کرد.

## دوران سرمربی
پس از نتایج ضعیف آلمان در المپیک ،۱۹۳۶ سپ جانشین «اتورنز» شد. هربرگر هم مانند نرتس اهل مانهایم بود و در یک خصوصیت دقیقاً شبیه به استاد: از آن جایی که منبعی از قبیل فیلم تلویزیونی و نوار بازی و برنامه رادیویی مستند یا رسانه ورزشی خاصی برای دریافت اطلاعات در اختیار نداشت، مانند نرتس نام همه بازیکنان ریز و درشتی را که پتانسیل حضور در تیم ملی داشتند، به همراه نقاط ضعف و قوتشان در یک دفترچه یادداشت ثبت کرده بود. او تیم خوبی ساخت که برای جام جهانی ۱۹۳۸ آماده بود اما سیاست‌های غلط سبب حذف این تیم در دور مقدماتی شد زیرا از سوی برلین دستور داده شد از بازیکنان اتریشی در این جام استفاده شود. پس از این جام به دلیل جنگ جهانی دوم، جام جهانی ۲ دوره برگزار نشد، اما او همچنان با بازیکنان تماس داشت و در سال ۱۹۵۰ بار دیگر وظیفه دشوار بازسازی تیم ملی آلمان به او سپرده شد آلمان از جام جهانی ۱۹۵۰ اخراج شد، اما پس از چند ماه و برای نخستین بار این تیم به میدان آمد و در یک دیدار دوستانه از اشتوتگارت، تیم سوییس را در برابر ۱۱۵هزار هوادار ۱ _ صفر شکست داد. هربرگر هنرمندانه تیم ملی آلمان را با محوریت کاپیتان «فرتیزوالتر» ساخت و این تیم در حالی به جام جهانی ۱۹۵۴ پای گذارد که از بختی برای قهرمانی برخوردار نبود. تیم بسیار قدرتمند مجارستان که شانس اول قهرمانی بود در دور نخست آلمان را ۸ _ ۳ درهم کوبید. مربی آلمان‌ها به شدت مورد انتقاد قرار گرفت، اما بعدها گفت که با انتخاب تیم دوم خود در پی حصول به برنامه استراتژیکی وسیعتری بوده‌است. آلمان در نهایت به فینال راه یافت اما در شرایطی متفاوت هربرگر به استراتژیک متبحر در فوتبال مبدل شده بود و شناخت او از نقاط ضعف و قوت حریفان به عنوان الگویی مطرح شد.
چهارم ژوئیه سال ۱۹۵۴ روزی فراموش نشدنی در تاریخ فوتبال آلمان است هنگامی که این تیم در ورزشگاه «وانکدورف» برن به مصاف تیم شکست ناپذیر مجارستان رفت. این تیم با گلزنی فرانس پوشکاش و مربیگری «گوشتاوسبش» غیرقابل کنترل بود، اما این تفکرات مبتنی بر نظم، سختکوشی و روحیه تیمی هربرگر بود که بر مجارهای جادویی غلبه کرد. تفکراتی که در حال حاضر نیز بر فوتبال آلمان حاکم است.
آلمان پس از دریافت دو گل زود هنگام بازی را در نهایت با نتیجه ۳ _ ۲ به سود خود به پایان داد و آلمان برای نخستین بار قهرمان جهان شد. در سال ۱۹۵۸ نیز آلمان به همراه هربرگر به مقام چهارم دست یافت.
در جام جهانی ۱۹۶۲ شیلی، آلمان با قبول شکست در برابر میزبان در یک چهارم نهایی از دور رقابت‌ها حذف شد و هربرگر برای آخرین بار در دیدار با فنلاند در سال ۱۹۶۴ بر روی نیمکت تیم ملی آلمان نشست.
سرانجام در ۲۸ آوریل ۱۹۷۷ در سن ۸۰ سالگی، تنها چند ساعت پس از تماشای آخرین فوتبال زندگی اش، بر اثر عفونت ریه درگذشت؛ دیداری که در آن آلمان با ۵ گل تیم ملی هلند را در هم کوبید.